# Stajenny

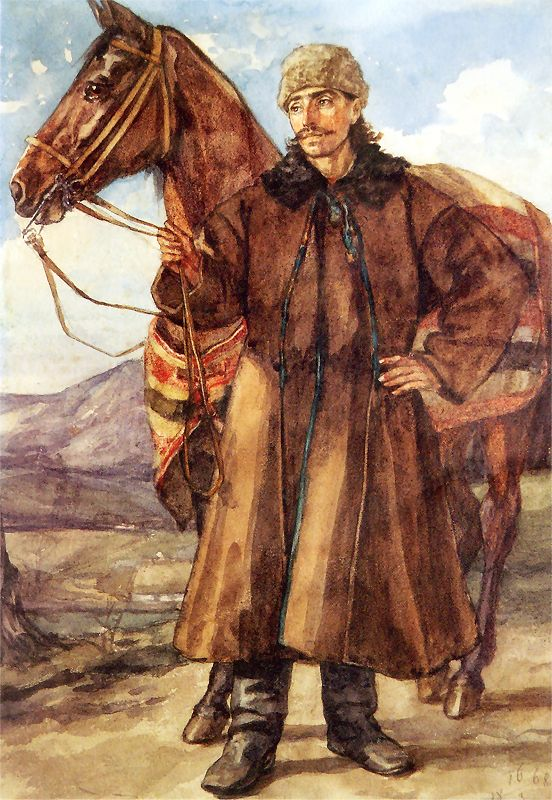
Stajenny Iwan i Koń Dickyt. Z cyklu Album Pałahickie z 1868 r.

Stajenny – osoba pracująca przy koniach w stadninach. Zajmuje się ich karmieniem i pojeniem, czyszczeniem sierści, podawaniem leków i suplementów. Ich praca sprowadza się też do prostych prac gospodarczych na terenie stadniny. Nie należy mylić ich z masztalerzami, do obowiązków których dochodzi jeszcze: podjeżdżanie i zajeżdżanie młodych koni, sprawdzanie stanu ich zdrowia oraz ogólna opieka nad wszystkimi końmi w stadzie.
Patronem stajennych i masztalerzy jest św. Marceli. Pracę jako stajenny rozpoczął późniejszy generał SS Hermann Fegelein.